# Luís Alves de Lima e Silva
Pour les articles homonymes, voir Alves (homonymie), Lima et Silva.
Luís Alves de Lima e Silva, Duque de Caxias (né le 25 août 1803 à Porto da Estrela et mort le 7 mai 1880 à Valença) est un officier de l'armée, un homme politique et un monarchiste de l'empire du Brésil.

## Biographie
Fils du maréchal de camp (général de division) Francisco de Lima e Silva et de Dona Mariana Cândida de Oliveira Belo, il intégra très tôt la carrière militaire. À 15 ans, il entre à l'Académie militaire royale, d'où il sort, en 1821, pour servir dans le 1er bataillon de Fusillers de la Garnison de la Cour.
Après la proclamation de l'indépendance du Brésil, en 1822, Dom Pedro I organise la garde d'honneur et le bataillon de l'empereur, le lieutenant Alves de Lima e Silva reçoit la charge d'en être le porte-étendard.

### Guerres intestines
En 1823, Luís Alves de Lima e Silva reçoit son baptême du feu lors du mouvement insurrectionnel de Bahia. De 1831 à 1845, le Brésil vit des moments turbulents de révoltes internes, et Luís Alves de Lima e Silva commande les troupes impériales dans la lutte contre les divers soulèvements.
En décembre 1838, débute la Balaiada du Maranhão. Le colonel Lima e Silva est appelé pour pacifier la région en étant nommé commandant en chef des Forces impériales et gouverneur de la province. Le conflit perdure jusqu'en 1841, quand, finalement, est trouvée la paix. Pour avoir vaincu la Balaiada dans la ville de Caxias, Lima e Silva reçoit le titre de baron de Caxias.
En 1842, les disputes entre conservateurs et libéraux s'enveniment et des rébellions éclatent à Sorocaba (État de São Paulo) et Barbacena (Minas Gerais). Caxias est appelé à la rescousse, pour résoudre ces problèmes. Il débarque d'abord à Santos avec 400 hommes. Par plusieurs attaques successives, il contraint les insurgés à la fuite. Ceux-ci, bien qu'en supériorité numérique, furent pourchassés et vaincus, et la province retrouva son calme moins d'un mois. La bataille finale eut lieu le 20 août, à Santa Luzia, Minas Gerais.
Toujours en 1842, le 28 septembre, Caxias reçoit la difficile tâche de pacifier la province du Rio Grande do Sul, qui est en pleine révolution Farroupilha depuis 1835. Dans ce conflit, il se fait remarquer par un relatif humanisme à l'égard des insurgés, ce qui lui vaut l'estime des révolutionnaires. Il sort vainqueur de la lutte, et, le 28 février 1845, la paix est signée à Poncho Verde.
Caxias, chef militaire durant cinq conflits internes à l'Empire est dès lors consacré « conseiller pour la Paix » et « pacificateur du Brésil ».

## Conflits extérieurs
En 1851, un nouveau conflit était en passe d'éclater sur la frontière sud du Brésil. Le lieutenant-général Caxias a pour mission de préparer les forces de l'Empire pour assurer la pérennité de l'indépendance de l'Uruguay face aux prétentions d'annexion de la part du dictateur argentin Juan Manuel de Rosas qui comptait sur l'appui de l'Uruguayen Manoel Oribe qu'il avait aidé à accéder au pouvoir. Le conflit prit fin en 1852, par la victoire des forces brésiliennes.
La paix revenue, le militaire se tourne vers l'administration de l'État en exerçant, à diverses périodes, les fonctions de ministre de la Guerre, conseiller pour la guerre, président du Conseil des ministres de l'Empire et sénateur. Ceci jusqu'au moment de l'entrée dans la guerre de la Triple Alliance.

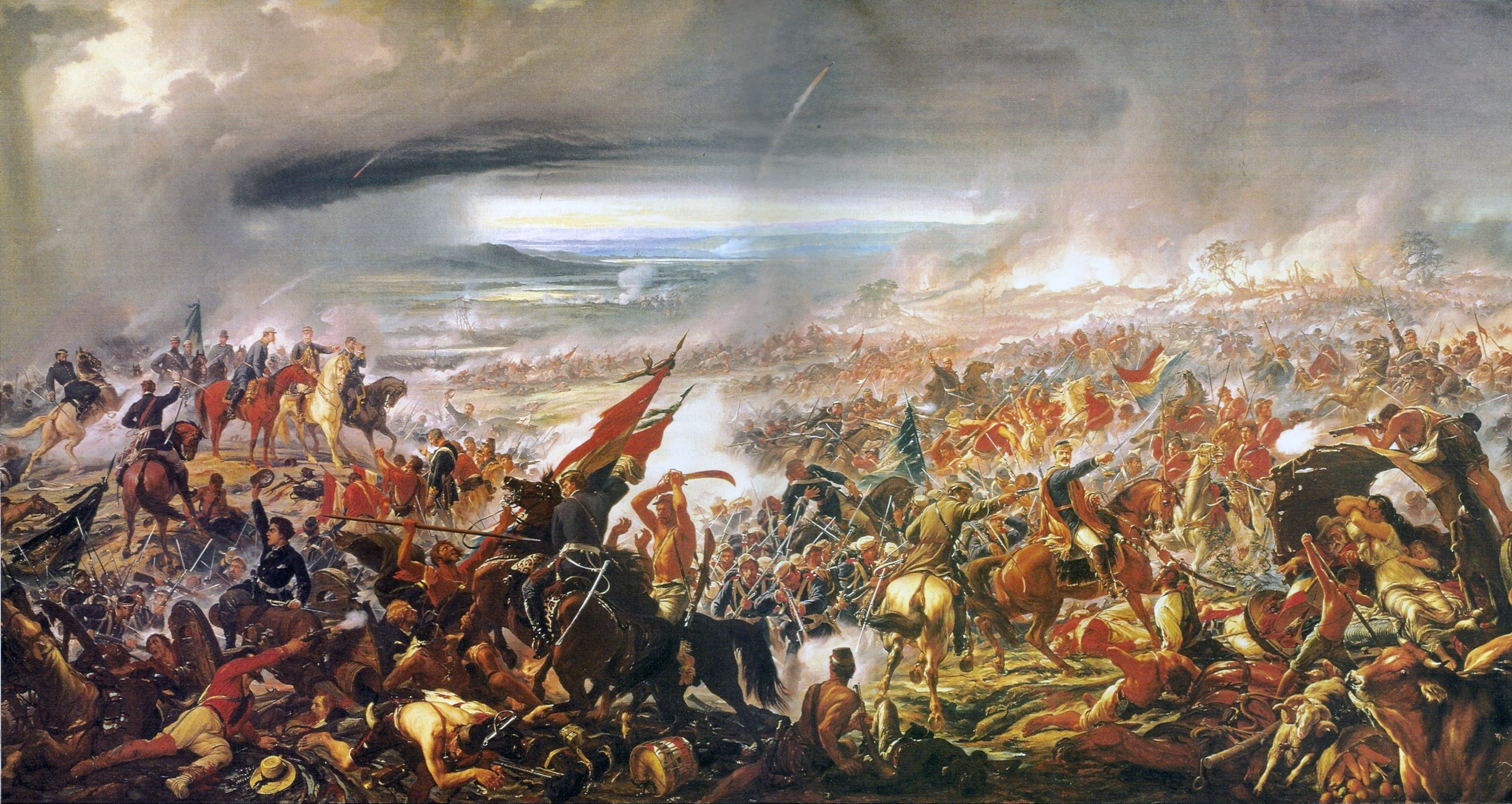
Batalha do Avaí, tableau de Pedro Américo représentant la Bataille d'Avaí, pendant la guerre de la Triple-Alliance.

En 1865, le Brésil, l'Argentine et l'Uruguay s'unissent contre les forces paraguayennes de Francisco Solano López. Caxias est nommé, à un moment décisif de la guerre, commandant en chef des troupes de l'Empire dans les opérations contre le Paraguay. Il est le principal acteur des victoires de Humaitá, en 1867, Itororó, Avaí, Lomas Valentinas et Angostura, en 1868. 
Lors de ce conflit, il utilise, pour la première fois sur le continent sud-américain, le ballon de reconnaissance pour surveiller la région et obtenir des informations sur le théâtre des opérations. Il ouvre la route du Chaco, ce qui permet aux effectifs sous son commandement de surprendre l'adversaire. Le 5 janvier 1869, la ville d'Asunción, capitale du Paraguay, est prise sous son commandement. Il reçoit le titre de duc pour ce fait qui met fin à la plus horrible guerre militaire qui ait jamais eu lieu en Amérique. Le Paraguay y perd les deux tiers de ses hommes adultes et une grande partie de son territoire. L'économie stagne durant les cinquante ans qui suivent.

## Postérité
En âge avancé, Caxias se retire sur sa terre natale. Il vit sur la Fazenda Santa Mônica, province de Rio de Janeiro. Il meurt le 7 mai 1880.
En hommage à ce militaire considéré comme le plus grand des soldats du Brésil, les cadets de l'Académie militaire d'Agulhas Negras portent depuis le 16 décembre 1932 une copie fidèle de l'épée de Luís Alves de Lima e Silva. Il est le patron de l'Armée de terre brésilienne et sa date anniversaire fut choisie comme commémoration du Jour du soldat de l'Armée brésilienne.